# Calendar Man
Calendar Man (ou Almanach), de son vrai nom Julian Day, est un personnage de fiction appartenant à l'univers de DC Comics. Il est un ennemi de Batman. Créé par Bill Finger, il est apparu pour la première fois dans Detective Comics #259 en septembre 1958.

## Biographie fictive
Criminel sans super-pouvoirs, Calendar Man est obsédé par les calendriers, ses crimes sont donc tous basés sur une fête, un jour férié ou un changement de saison. Bien qu'il soit généralement interné à l'Asile d'Arkham, la population de Gotham redoute que cet individu gâche certains jours fériés par ses crimes.
Dans la nouvelle continuité Rebirth, Calendar Man semble être un méta-humain qui vieillit au fil des saisons. Il meurt âgé à l'hiver mais renaît au printemps sous une nouvelle apparence plus jeune. Ce processus n'affecte en aucun cas ses souvenirs.

## Œuvres où le personnage apparaît
- Detective Comics #259 (septembre 1958)
- Batman #312 (juin 1979)
- Batman #384-385 (juin-juillet 1985) et Detective Comics #551 (juin 1985)
- Batman: Shadow of the Bat #7-9 (1992–1993)
- Team Titans #14 (novembre 1993)
- Batman : Un long Halloween (The long Halloween) #1-13 (1996-1997)
- Amère Victoire (Dark Victory) #0-13 (1999-2000)
- Batman Special Edition: All the Deadly Days (juillet 2000)
- Superman: Arkham (Superman Vol. 2 #160-???)
- The new 52: Channel 52

## Apparitions dans d'autres médias

### Films et vidéofilms d'animation
- Lego Batman, le film (The Lego Batman Movie) (2017)
- Batman: The Long Halloween (2021) avec la voix de David Dastmalchian.
- The Suicide Squad (2021) (caméo) interprété par Sean Gunn

### Séries télévisées d'animation
- Calendar Girl, un personnage dérivé fait une apparition dans la série animée Batman en 1997. Elle voulait se venger du milieu de la mode qui, selon elle, lui a défiguré le visage. Calendar Girl est interprétée par Sela Ward.
- Calendar Man apparaît dans Batman : L'Alliance des héros (Batman: The Brave and the Bold) et il est interprété par Jim Piddock.
- Calendar Man apparaît dans la série Harley Quinn (2019-) dans laquelle il est interprété par Alan Tudyk.

### Jeux vidéo
- Dans les jeux Batman: Arkham :
  - Batman: Arkham Asylum (2009) : Ce personnage n'apparaît pas directement mais, on peut voir sa cellule remplie de feuilles de calendrier arrachées.
  - Batman: Arkham City (2011) (VO : Maurice LaMarche ; VF : Gabriel Le Doze) : Dans ce jeu, Calendar Man est enfermé dans les sous-sol du tribunal. Ce personnage est une source d'Easter Eggs. En allant le voir chaque jour d'une fête particulière (Noël, St Patrick, etc.), il raconte un des meurtres qu'il a fait par une journée semblable.
  - Batman: Arkham Origins (2013) : Au début de cet opus, Julian Day est condamné à mort et doit être exécuté durant la nuit de Noël. Batman assiste à la libération du malfrat par Black Mask. Calendar Man disparaît ensuite pendant le reste de l'histoire.
  - Batman: Arkham Knight (2015) : Lorsque l'identité de Batman est révélée, Bruce Wayne arrive au Manoir Wayne, où une foule s'est rassemblée. Calendar Man apparaît au sein du groupe alors qu'ils regardent le manoir exploser. De plus, Calendar Man avait un plan en place pour frapper Halloween, mais a été contraint de l'annuler à cause de l'Épouvantail.

- Calender Man est l'un des personnages jouables du jeu Lego DC Super-Vilains (2018) dans lequel il est interprété par James Pirri.

### Série audio
Dans la version française de la série audio Batman Autopsie, Frédérick Sigrist prête sa voix au personnage.